# 황무지쥐족
황무지쥐족 또는 저빌족(Gerbillini)은 쥐과 황무지쥐아과에 속하는 설치류이다. 8개 속으로 이루어져 있다.

## 하위 속
- 저빌아족 (Gerbillina)
  - 황무지쥐속 또는 작은모래쥐속 (Gerbillus)
  - 짧은꼬리저빌속 (Dipodillus)
  - 소말리아피그미저빌속 (Microdillus)
- 큰저빌아족 (Rhombomyina)
  - 메리오네스속 또는 모래쥐속 (Meriones)
  - 큰저빌속 또는 큰모래쥐속 (Rhombomys)
  - 모래쥐속 또는 살찐모래쥐속 (Psammomys)
  - 붓꼬리저빌속 (Sekeetamys)
  - 프르제발스키저빌속 (Brachiones)
- 주머니저빌아족 (Desmodilliscina)
  - 주머니저빌속 (Desmodilliscus)
- 파키우로미스아족 (Pachyuromyina)
  - 파키우로미스속 (Pachyuromys)